# Famelobiotus scalicii
Famelobiotus scalicii is een soort in de taxonomische indeling van de beerdiertjes (Tardigrada).
Het diertje behoort tot het geslacht Famelobiotus en behoort tot de familie Macrobiotidae. De wetenschappelijke naam van de soort werd voor het eerst geldig gepubliceerd in 2004 door Pilato, Grazia-Binda & Lisi.